# Nowy Dwór Gdański (gmina)
Pour les articles homonymes, voir Gdanski.
Nowy Dwór Gdański est une gmina mixte du powiat de Nowy Dwór Gdański, Poméranie, dans le nord de la Pologne. Son siège est la ville de Nowy Dwór Gdański, qui se situe environ 36 km au sud-est de la capitale régionale Gdańsk.
La gmina couvre une superficie de 213 km2 pour une population de 18 031 habitants en 2016.

## Géographie
Outre la ville de Nowy Dwór Gdański, la gmina inclut les villages de Cyganek, Cyganka, Gozdawa, Jazowa, Jazowa Druga, Kępiny Małe, Kępki, Kmiecin, Łączki Myszewskie, Leśnowo, Lubieszewo, Lubieszewo Pierwsze, Lubieszynek Drugi, Marynowy, Marzęcino, Myszewko, Myszkowo, Nowinki, Orliniec, Orłówko, Orłowo, Orłowskie Pole, Osłonka, Pieczewo, Piotrowo, Powalina, Rakowe Pole, Rakowiska, Rakowo, Robakowiec, Różewo, Rychnowo Żuławskie, Ryki, Solnica, Starocin, Stawiec, Stobna, Suchowo, Swaryszewo, Trojaki, Tuja, Wężowiec, Wężownica, Wierciny, Zawadka et Żelichowo.
La gmina borde les gminy de Elbląg, Gronowo Elbląskie, Nowy Staw, Ostaszewo, Stegna et Sztutowo.